# Feel the Light
«Feel the Light» — песня-баллада, записанная американской певицей и актрисой Дженнифер Лопес для саундтрека к мультфильму «Дом».

## История создания
В июне 2012 года было объявлено, что барбадосская певица Рианна и американский актёр Джим Парсонс сыграют в главных ролях фильма Happy Smekday!, переименованого в июне 2013 года в Home (с англ. — «Дом»). В 2014 году журнал Variety объявил, что помимо озвучивания Рианна также записала для мультфильма концептуальный альбом, который вышел 17 марта 2015 года. Позже стало известно, что саундтрек также будет включать песни, записанные Charli XCX, Кайзой и Дженнифер Лопес. Авторами «Feel the Light» являются Миккель Эриксен, Тор Эрик Хермансен и Кайза. Спродюсировала песню команда продюсеров Stargate в лице Эриксена и Хермансена. Следом за «Towards the Sun», «Feel the Light» была выпущена в качестве второго сингла 25 февраля 2015 года на портале iTunes Store. В фильме песня прозвучала дважды: когда О из расы бувов и его подруга Дар наконец нашли мать Дар (которую озвучила Лопес), а также в конце фильма.

## Видеоклип
24 февраля 2015 года на официальном канале «DreamWorks Animation» в YouTube вышло лирическое видео к песне. В этом видео используются кадры, снятые во время записи песни в студии, а также нарезка сцен из мультфильма.
3 марта 2015 года Лопес представила тизер официального видео на эту песню, выложив фото со съёмок в своём аккаунте в Instagram. На фотографиях Лопес одета в белый костюм, она находится на фоне зелёного хромакея. Эрин Стрикер из журнала Billboard отметил, что клип будет интергалактическим.
Официальный видеоклип вышел 20 марта 2015 года на официальных каналах Лопес в YouTube и Vevo.

## Отзывы критиков
В своей рецензии к песне Бьянка Грейси с сайта Idolator написала, что «лёгкая мелодия песни красива и смягчает средний темп песни и может одинаково понравиться детям и взрослым». Майкл Пел из MTV UK отметил, что «Feel the Light» — «баллада от всего сердца, клип на которую отправляет нас в магическое путешествие дружбы между маленькой девочкой и её чужеземным приятелем».

## Чарты
| Чарт (2015)              | Высшая позиция |
| ------------------------ | -------------- |
| США (Twitter Top Tracks) | 16             |

## История релиза
| Страна         | Дата выхода     | Формат               | Лейбл         |
| -------------- | --------------- | -------------------- | ------------- |
| Австралия      | 25 февраля 2015 | цифровая дистрибуция | Westbury Road |
| Канада         | 25 февраля 2015 | цифровая дистрибуция | Westbury Road |
| Франция        | 25 февраля 2015 | цифровая дистрибуция | Westbury Road |
| Германия       | 25 февраля 2015 | цифровая дистрибуция | Westbury Road |
| Ирландия       | 25 февраля 2015 | цифровая дистрибуция | Westbury Road |
| Италия         | 25 февраля 2015 | цифровая дистрибуция | Westbury Road |
| Новая Зеландия | 25 февраля 2015 | цифровая дистрибуция | Westbury Road |
| Испания        | 25 февраля 2015 | цифровая дистрибуция | Westbury Road |
| Великобритания | 25 февраля 2015 | цифровая дистрибуция | Westbury Road |
| США            | 25 февраля 2015 | цифровая дистрибуция | Westbury Road |